# 국립재난안전연구원
국립재난안전연구원(國立災難安全硏究院, National Disaster Management Research Institute, NDMI)은 재난·안전 정책 및 관련 기술의 연구·개발에 관한 사항을 관장하는 대한민국 행정안전부의 소속기관이다. 2013년 3월 23일 발족하였으며, 울산광역시 중구 종가로 365에 위치하고 있다. 원장은 고위공무원단 나등급에 속하는 임기제공무원으로 보한다.

## 설치 근거 및 소관 업무

### 설치 근거
- 「행정안전부와 그 소속기관 직제」 제2조제4항[3]

### 소관 업무
- 재난 및 안전 관련 정책 연구에 관한 사항
- 재난 및 안전 관련 예측·경보·대응 및 복구 기술의 연구·개발 및 보급에 관한 사항
- 재난 및 안전에 관한 국제교류협력 및 국제공동연구
- 재난 및 안전관리 기술개발 종합계획의 수립·총괄·조정의 지원
- 재난 및 안전 관련 기술의 연구·개발 사업에 대한 지원 총괄 및 성과관리
- 재난 및 안전 관련 산업의 육성 및 지원
- 신종·복합 재난 등 미래의 재난에 관한 연구 및 관련 기술 개발
- 다수 중앙행정기관이 연계된 융합·복합재난 연구개발 총괄·조정 업무의 지원
- 지역별·시설별 재난 등의 위험 취약성의 분석·평가 및 영향분석 기술 개발
- 과학적 재난원인분석·현장조사 기술개발 및 제도 개선 연구
- 정부합동 재난원인조사단 업무지원 및 관련 자료 관리·조사·분석
- 과학기술을 활용한 재난 및 안전 관련 정보의 수집·분석 및 관련 시스템의 구축·관리
- 국가기관 또는 지방자치단체가 요청하는 재난 및 안전 관련 연구개발 사업의 수행
- 재난위험성 평가 및 대응기술개발
- 인공위성 등 원격탐사 기반 재난감시체계 관련 기술개발
- 재난 및 안전 관련 기술의 검증·인증 및 관련 기술개발
- 중앙행정기관의 재난 및 안전관리 사업예산의 사전협의 등에 관한 사항 지원
- 중앙행정기관의 재난 및 안전관리 사업의 분석 및 효과성·효율성 평가에 관한 사항 지원

## 연혁
- 1997년 5월 27일: 내무부 소속으로 국립방재연구소 설치.[4]
- 1998년 2월 28일: 행정자치부 소속으로 변경.[5]
- 2004년 6월 1일: 소방방재청 소속으로 변경.[6]
- 2006년 3월 6일: 국립방재교육연구원 소속 방재연구소로 개편.[7]
- 2011년 10월 25일: 행정안전부 소속 국립방재연구원으로 개편.[8]
- 2013년 1월 1일: 책임운영기관으로 지정.[9]
- 2013년 3월 23일: 안전행정부 소속 국립재난안전연구원으로 개편.[10]
- 2014년 11월 19일: 국민안전처 소속으로 변경.[11]
- 2017년 7월 26일: 행정자치부 소속으로 변경.[12]

## 조직

### 원장
- 연구기획과[13]
- 안전연구실[14]
- 방재연구실[14]
- 재난정보연구실[15][16]
- 재난원인조사실[14]
- 지진방재센터[14][17]

## 같이 보기
- 중앙재난안전대책본부